# Stenalcidia spilosata
Stenalcidia spilosata är en fjärilsart som beskrevs av Paul Dognin 1912. Stenalcidia spilosata ingår i släktet Stenalcidia och familjen mätare. Inga underarter finns listade i Catalogue of Life.